# Ронде ван Фландерен
Ронде ван Фландерен (хол. Ronde van Vlaanderen, фр. Tour des Flandres), познат и као Де Ронде, једнодневна је класична бициклистичка трка која се одржава почетком априла у Фландрији, Белгија. Одржава се недељу дана пре Париз—Рубеа (фр. Paris—Roubaix). Ронде је најбитнија бициклистичка трка у Фландрији, део је UCI ворлд тура, а организује је организација Фландријски класици. Прва трка одржана је 1913. док је стото издање било 2016. године.
Трка је једна од пет монументалних класика, заједно са класицима Париз—Рубе, Милано—Санремо, Лијеж—Бастоњ—Лијеж и Ђиро ди Ломбардија, а једна је од два главна калдрмисана класика, заједно са Париз—Рубеом. Није одржавана само током Првог светског рата, а од 1919. одржава се без прекида и једини је класик који се одржавао током свих година Другог светског рата.
Седморица држе рекорд по броју победа, по чему је Ронде јединствен међу највећим класицима. Белгијанци Ахил Бојсе, Ерик Леман, Јохан Мусеув и Том Бонен, Италијан Фјоренцо Мањи, Швајцарац Фабијан Канчелара и Холанђанин Метју ван дер Пул имају по три победе.
Од 2004. године женска верзија Ронде ван Фландерена је покренута, организује се истог дана кад и трка за мушкарце, само је мања дистанца.

## Стварање трке

### Ронде као регионални симбол
Трка око Фландрије је креирана 1913. од стране Леона ван ден Хаутеа, једног од оснивача спортског листа Спортверелд. У то доба, било је уобичајено да бициклистичке трке организују новине и часописи, у циљу повећања продаје.

Мислили смо да има много тога што можемо да урадимо у Фландрији. Такође смо желели да покренемо новине посвећене људима у Фландрији на њиховом сопственом језику и дамо им самопоуздања као Фламанцима. Водили смо рат 10 година са људима из националне бициклистичке федерације у Бриселу, који су говорили француским језиком. И добили смо га.

ко-оснивач трке Карел ван Вајнендале. 
На почетку 20. века, бициклизам у Белгији је био слабо заступљен. Велодроми су били затворени а национална првенства на друму и на писти нису више организована. Једина главна трка у Белгији била је Лијеж—Бастоњ—Лијеж, која се одржавала у Валонији, где се говори француским језиком. Како је разочарење расло, Одил Дефраје је постао први белгијски победник Тур де Франса 1912. Он је био двадесетогодишњи Фламанац који је возио за француски тим Алкјон, али је упркос томе био симбол потенцијалног развоја бициклизма у Белгији. Дефрајеова победа инспирисала је Аугуста де Магта, градоначелника Халеа и директора прес групе Сосијете Белге д'импримерие, да покрене спортски магазин на холандском језику, који је назвао Спортверелд.
Најистакнутији дописник Спортверелда' био је Карел ван Вајнендале, млади спортски новинар и бициклистички фан, који је и сам покушао да се бави бициклизмом. Прва питања јавила су се пред почетак првенства Фландрије, 1912. Ван Вајнендале постао је уредник Спортверелда 1. јануара 1913.

### Ронде и фламански национализам
Сви грађани Фландрије треба да допринесу ослобођењу Фламанаца

Карел ван Вајнендале о концепту трке у Фландрији 1912. 
Много тога је било написано о повезаности бициклизма у Фландрији и фламанског национализма. Ван Вајнендале је хтео да креира трку искључиво на тлу Фландрије, обилазећи што је више градова могуће, јер је сматрао да сваки град у Фландрији треба да допринесе ослобођењу Фламанаца.
Ронде ван Фландерен је једини класик који је одржаван у земљама окупираним од стране Немачке у Другом светском рату и под пуном подршком од стране Немачке. Немци нису само дозволили и уживали у трци, већ су помогли и у обезбеђивању стазе. Ово је довело до оптужби за сарадњу са Силама Осовине у доба када су многи фламански националисти били чврсто повезани са нацистичком Немачком. Након рата, Де стандард и Хет аглемен спортверелд су заплењени од стране државе, док је неколико новинара, углавном ван спорта, осуђено због сарадње. Ван Вајнендалу је доживотно забрањено да ради као новинар, али је забрана укинута након његовог писма подршке Бернарду Монтгомерију, у коме је потврдио да је помагао обореним британским пилотима током рата и скривао их у својој кући.
Супарничке новине у Фландрији Хет волк, креирали су трку Омлоп ван Фландерен 1945. Хет волк је хтео нови бициклистички догађај у Фландрији, као супарничку трку блискости Рондеа са нацистима, како су истакли. Организатори Рондеа су протестовали због блискости имена са њиховом трком, јер је у холандском мала разлика између Ронде и Омлоп. Бициклистичка федерација Белгије наредила је Хет волку да промени име и трка је постала Омлоп хет Волк.  Данас је то трка која отвара сезону бициклизма у Белгији.

## Историја

### Прве трке
Дана 25. маја 1913. Карел ван Вајнендале организовао је први Ронде ван Фландерен, који је прилазио кроз две западне провинције Фландрије. Трка је почела у шест ујутру, у Генту, Дик је циљ био у Мариакеркеу. Укупна дужина била је 330 km, све по лошим путевима, уз само повремени пролаз преко бициклистичких стаза. Трка је завршена на древном велодрому које је окруживало мало језерце у Мериакеркеу, док је продаја карата покрила само пола наградног фонда.
Прву трку освојио је Пол Деман, који је победио у спринту шесточлане групе, након више од 12 сати вожње. Деман је освојио Бордо—Париз класик 1914. након чега се придружио Белгији у Првом светском рату, где је кријумчарио документа бициклом у неутралну Холандију. Након много путовања, ухапшен је од стране Немачке, затворен у Левену, где је чекао на погубљење. Дан примирја 1918. спасао му је живот и постао је ратни херој. Добио је медаље за храброст од Белгије, Француске и Енглеске. Вратио се бициклизму и освојио је Париз—Рубе 1920 и Париз Тур 1923.
На првој трци учествовало је 37 возача, уз пет аутомобила за помоћ. Наредне године било их је 47 и организатори су се мучили да нађу довољно финансијских средстава. Разочарани Ван Вајнендале је касније изјавио:
Спортверелд је био јако млад и мали за велики Ронде какав смо хтели. Загризли смо више него што смо могли да сажваћемо. Било је тешко гледати групу другоразредних возача како возе кроз Фландрију, фалило је прегршт сантима који би помогли да се покрију трошкови. Исто се десило и 1914, није било Ван Хауварта, Маселиса, Дефрајеа, Мосона, Мотијоа, није било Ван ден Бергеа, свима је било забрањено да учествују од стране њихових француских клубова.
Ипак, постојали су наговештаји о расту популарности трке као симбола фламанског национализма. Марсел Бојсе, један од бициклистичких икона у Фландрији на почетку 20. века, инсистирао је да учествује на трци, упрок забрани француског тима Алкјон, који није дозвољавао Белгијанцима да учествују. Бојсе је узео учешће на другом издању трке 1914, као један од фаворита и освојио је у спринту на велодрому Евергем, у Генту. Трка је смањена на 280 km, које је Бојсе одвезао за 10 сати и 20 минута.

### 1920-е: рађање легенде
Током Првог светског рата трка је имала једини прекид у одржавању, настављена је 1919 и више није прекидана. На првом послератном издању остварена је и највећа разила између победника и другопласираног, Хенри ван Лерберге је победио 14 минута испред Леона Бојсеа. Трка је у међуратном периоду била обележена ужасним стањем путева и грозним пејзажем, али је Ронде брзо стекао популарност.
Двадесетих, трком су доминирали специјалисти за трке на писти. Герард Дебатс, специјалиста за шестодневне велодромске трке на тлу Америке, освојио је Ронде двапут. Швајцарац Хајри Сутер освојио је трку 1923 и тако постао први страни победник Рондеа, недељу дана касније освојио је Париз—Рубе и тако остварио први дабл.  Године 1926. група од десет возача спринтала је на циљ. Петорица су пали и освојио је Денис Версхерен, коме је то била прва трка коју је возио као професионалац.
Старт и циљ трке у Генту привукао је велики број публике и на крају двадесетих, Ронде је постао врхунац бициклистичке сезоне у Фландрији. 

### 1930-е: проблеми са успехом
Ако су почетне трке одржане са мало публике, од 1930. популарност је порасла, тако да су број гледалаца поред пута и број аутомобила који су пратили трку претворили Ронде у прави културни фестивал. Године 1930. Франс Бондел победио је 9 минута испред Ајмеа Досхеа. Године 1933. трку је почело 164 возача, седам тимова, као и много аутомобила и мотора у каравану. Овај раст популарности донео је проблем сигурности. Писац из Фландрије, Стајн Стревелс, написао је 1937. да је Ронде када га гледа из куће у Анзегему, више поворка аутомобила него возача.
Историчар Рик Ванвалегем говорио је о "дивљем родеу" навијача који су возили иза трке и тражили кратке паузе да би видели трку неколико пута. Полиција је проценила да је било и до 500.000 људи.  Људи су пратили трку аутомобилима, пролазили испред када су могли или су били толико близу пута у селима, да су понекад возачи имали проблема да прођу. 

Да би контролисали навијаче поред пута колико је могуће, послали смо изузетан захтев министарству саобраћаја да прати нашу трку са неколико жандарма на мотоциклима. Они ће имати право да казне свакога ко прати трку без дозволе.

Директор трке Карел ван Вајнендале, 30. март 1938.
Ван Вајнендале је жандармерију довео 1933, али је то имало слаб ефекат. Трка 1937. је била посебно хаотична, са неколико несрећа, због чега су организатори целу стазу осигурали уз помоћ полиције на моторима, што је у то време био револуционарни потез. 
У спортском смислу, трка је расла, са учесницима из Француске, Немачке, Италије, Холандије, Швајцарске и Чехословачке. Доминирали су Белгијанци, а Ромајн Гајселс је постао први возач који је трку освојио два пута заредом. Трке 1934 и 1935 су биле посебно кишовите, што је трку чинило напорном. 

#### Награде
Награде за прву трку 1913. биле су 1.100 белгијских франака. До 1935. награде и бонуси су порасли на 12.500 франака, победник је добио 2.500, док је возач који је завршио на 19 месту добио 125 франака.  Године 1938. постојао је бонус од 100 франака за сваког возача који има вођство од 30 минута. Награде током Другог светског рата су биле било шта што су организатори могли да нађу, укључујући кутије бријача, пећ, боце вина и бициклистичка опрема. Године 1948. награда је била 100 франака.

### 1940-е: ратне године и ускрснуће
.
Године 1939, када је Други светски рат почео да се промаља, магазин Спортверелд се спојио са популарним дневним новинама Хет Ниевсблад‘'. Током рата, многи спортски догађаји су били отказани, али је Ронде настављен у договору са Немачком.  Прву послератну трку освојио је Ахил Бојсе. Због ограничавања путева, рута је била измењена и вожено је по лошим путевима и стазама. Старт и циљ је био у Генту, са укупно 198 km 
Упркос ратном стању, четрдесете су биле незаборавне. Ахил Бојсе је освојио трку три пута, поставши тако први возач који је то успио. Брик Схоте и Рик ван Стенберген су освојили трку по два пута и постали су водеће фигуре белгијског бициклизма. Схоте је неизбрисиво повезао своје име са трком, уз две победе, освојио је осам подијума, уз неколико невероватних подвига. Укупно је 20 пута учествовао на трци.  Године 1944, млади Рик ван Стенберген контролисао је трку, дистанцирао Брика Схотеа у последњим километрима и постао најмлађи победник икада, са 19 година. 
Године 1948. Ронде је укључен у Челенџ Дегранж—Коломбо, претечу данашњег ворлд тура. До Другог светског рата, Ронде је одржаван истог дана кад и највећи италијански класик, Милано—Санремо, који су преферирали Италијани и Французи, што објашњава зашто је само један странац освојио Ронде пре рата. Организатори су померили датум да би изашли у сусрет челенџу Дегранж—Коломбо, који није могао да има два догађаја истог дана. На Рондеу 1949. учествовало је рекордних 265 бициклиста, од којих њих 50 нису били Белгијанци. То је био највећи број учесника икада, Брик Схоте је остварио другу победу. 

### 1950-е: интернационали класик
Италијан Фјоренцо Мањи био је први преставник интернационализације. Остварио је три победе заредом, у само четири учешћа. Победе 1950. и 1951. остварио је соло нападима, по јако хладном времену, Године 1951. Мањи је напао на 75 km до циља и завршио је пет минута и 35 секунди испред Француза Бернара Готјеа, док је Атилио Родолфи завршио трећи, 10 минута и 32 секунде иза Мањија. Године 1953. Холандија је добила свог првог победника, Вим ван Ест је победио у спринту Дезира Кетелера. Године 1955. Француз Луизон Бобе, тада двоструки победник Тур де Франса, постао је први француски победник Рондеа, док је други Француз, Жан Форестије освојио наредне године. Интернационални престиж трке порастао је брзо.

### 1960-е: растућа популарност
Године 1961. Том Симпсон је постао први британски победник трке, у контроверзном спринту са Италијаном Нином Дефилиписом. Дефилипис је био бољи спринтер, али престао је превише рано да окреће педале јер је банер на циљу био одуван и Симпсон је остварио победу. 
Утицај публике није се никад завршио. Навијачи су у великим колонама стајали поред пута и циљ трке је померен у Гентбруг, са намером да иду у корак са растућим бројем гледалаца.  Рик ван Лој остварио је другу победу 1962 као актуелни светски шампион, усред хорде навијача, обезбедивши статус носиоца белгијског бициклизма. Руди Алтиг је 1964. остварио прву победу за Немачку.
Године 1969. млади Еди Меркс, на свом путу да постане легенда бициклизма, освојио је Ронде. Напао је на 73 km до циља, по лошем времену и упркос замеркама од стране менаџера, сачувао је предност и победио је са пет минута и 36 секунди испред Феличеа Ђимондија. 

### 1970-е: Контроверзе и допинг
Седамдесетих, Рондеу је био потребан нови идентитет. Асфалт на многим традиционалним путевима направили су трку мање захтевном и многи возачи су могли да остану са најбољима. Ерик Леман је постао локални херој када је освојио три пута у четири године, изједначивши рекорд Бојсеа и Мањија. Леман је као класични спринтер у свакој од три победе одспринтао Едија Меркса, као члан издвојене групе која је долазила на циљ, чиме су били незадовољни и навијачи и организатори. 
Са намером да сачувају специфичне карактеристике Рондеа, организатори су повећали број брда и споредних путева. Године 1973. циљ трке померен је у Мербеке, недалеко од успона Мур ван Герардсберген, који је постао иконски успон трке и белгијског бициклизма. Три године касније укључен је контроверзни успон Кепенберг. 
Кепенберг је означио почетак сензационалних издања трке. Године 1975, Еди Меркс је остварио другу победу. Меркс, у мајици дугиних боја, побегао је од главне групе заједно са Франсом Вербеком на 104 km до циља, док је на 6 km до циља отишао соло и тријумфовао.  Године 1976. Фреди Мартенс и Рогер де Фламинк, двојица од белгијских бициклистичких звезда, били су део петочлане групе и фаворити за победу у спринту, али су због неслагања отпали на 4 km до циља. Де Фламинк је одспринтао Мартенса за четврто место, признајући своју грешку, али је истакао да није могао да дозволи Мартенсу да победи. 
Њихово ривалство је кулминирало 1977, на трци која је постала јединствена.  Еди Меркс је напао на Кваремонту, али су га престигли Мартенс и Де Фламинк. Мартенсу је пукла гума на Кепенбергу, навијач му је дао други точак и гурао га целим путем узбрдо. Де Фламинк је отишао соло, али му је пукла гума и Мартенс га је достигао. Њих двојица су ишли соло, али је Де Фламинк одбио да ради са њим. На 70 km до циља, Мартенс је вукао, док је Де Фламинк возио иза њега и лагано га победио у спринту. То је Де Фламинкова једина победа. Њих двојица су дали контрадикторне изјаве о ономе што се десило. Мартенс је изјавио да му је судија рекао да ће бити дисквалификован због нелегалне промене точка и тада му је Де Фламинк понудио 300.000 франака да настави да вози. Де Фламинк је оповргао то, изјавивши да је тактички возио иза Мартенса, кога је сматрао бољим спринтером. "Није ме брига шта људи можда мисле. Кад се све заврши и буде заборављено, моје име и само моје име остаће угравирано у рекордима Рондеа." Након трке конроврзе су порасле још више, када су Мартенс и трећепласирани Валтер Планкарт били позитивни на допинг и обојица су дисквалификовани. Музеј Ронде ван Фландерен има ред калдрма у којима су угравирана имена сваког победника Де Рондеа, тамо постоји додатни камен за 1977, са именом Фредија Мартенса, називајући га моралним победником. Године 1979. Јан Рас је освојио свој први Ронде.

### 1980-е: Холанђани и Белгијанци
Осамдесетих година трку су монополизовали Белгијанци и Холанђани. Јан Рас је освојио двапут, други пут 1983. победивши Луда Петерса са минут и по. Године 1986 Адри ван дер Пул је донео Холандији пету победу у седам година. Ван дер Пул је победио Ирца Шона Келија и Канађанина Стива Бауера, у четворочланом спринту.
Ипак, деценија ће остати упамћена по издању 1985, које је освојио Ерик Вандерарден. 23-годишњи Белгијанац сломио је точак пре Кепенберга, али се вратио на чело трке, где су били Хени Којпер, Грег Лемонд и његов сувозач Фил Андерсон. Вандерарден је напао на успону Мур ван Герагдсберген на 20 km до циља и дошао до соло победе. Трка је зарадила место међу легендарним тркама због олује која је избила неколико пута у другом делу трке, са јаким ветром и обилним падавинама, које су опустошиле главну групу.  Трку је завршило само 24 возача од 174 колико је стартовало.
Клод Крикјелион је 1987. постао први и једини белгијски победник трке са француског говорног подручја. Победио је у спринту Шона Келија. Класик специјалиста, Шон Кели завршио је други три пута и Ронде је остао једини монументални класик који није освојио. 

### 1990-е: лав из Фландрије
Године 1989. трка је укључена у први UCI ворлд куп, такмичење које обухвата десет најбитнијих једнодневних класика. 
Године 1993. Белгијанац Јохан Мусеув је освојио трку, победивши у спринту Франса Масена и почео је да доминира трком. Италијански класик специјалисти, Морено Арђентин, Ђани Буњо и Микеле Бартоли су остварили по једну победу. Буњо је 1994. победио Мусеува за 7 mm, у четворочланом спринту, што је најмања разлика у историји. Следећег дана, фландријске новине Хет латсте ниувс објавиле су слику фото финиша на насловној страни са натписом "Жалост Фландрије. Поред тога, Мусеув је доминирао трком, са осам подијума и три победе. Медији у Фландрији дали су му надимак лав из Фландрије. Године 1997. Ролф Серенсен је остварио прву победу за Данску.

### 21 век: монументална трка
Ђанлука Бортолами и Андреа Тафи наставили су италијанску традицију са победама почетком 2000-их. Бортолами је победио у спринту Ерика Декера 2001, док је Андреа Тафи 2002 победио са 21 секундом испред Мусеува. Године 2003. Петер ван Петегем је остварио другу победу, док је 2005.Том Бонен остварио прву победу соло нападом. Ронде је 2005. укључен у новоосновани UCI про тур, а 2011. је постао део UCI ворлд тура, који је наследио про тур. Трка је тако осигурала статус као један од пет монументалних класика. Том Бонен је постао нова звезда белгијског бициклизма са две узастопне победе, 2005. и 2006, након чега је Алесандро Балан донео нову победу Италији 2007. Други Белгијанац, Стајн Деволдер, остварио је две победе заредом, 2008. и 2009. Деволдер је обе победе остварио на сличан начин, нападом на успону Мур де Грамонт, одакле је возио соло до циља.
Године 2010. Бонен је тражио трећу победу, напао је са Швајцарцем Фабијаном Канчеларом на 45 km до циља. Бонен је био фаворит, али није могао да прати Канчелару након напада на успону Мур ван Герардсберген. Захваљујући хронометарским вештинама, Канчелара је последњих 16 km одвезао соло и остварио своју прву победу у Фландрији.
Организацију трке преузели су фландријски класици 2011. Нови организатор померили су циљ трке у Ауденарде за 2012.. Те године, Том Бонен је освојио трећи и последњи Ронде, победивши у трочланом спринту Италијане Филипа Поцата и Алесандра Балана. Наредне две године доминирао је Фабијан Канчелара, који је до победа долазио јаким нападом на успону Ауде Кваремонт. На трци 2015. ни Бонен ни Канчелара нису учествовали због повреда и Александер Кристоф је постао први норвешки победник трке.
Године 2016. трка је прослављала стото издање, очекивана великом медијском кампањом. Трку је освојио Словак Петер Саган, 25 секунди испред Канчеларе. Саган је тако донео прву победу Словачкој и потврдио је свој статус као нови најистакнутији класик возач. Године 2017. Филип Жилбер је остварио прву победу на Рондеу и тако донео Белгији прву победу након пет година. Жилбер је отишао у соло напад на 55 km до циља и тријумфово 29 секунди испред Грега ван Авермата.

## Рута

### Тренутна рута
Ронде ван Фландерен пролази кроз две провинције у Фландрији, Западну и Источну. Од 1998. године трка стартује у Брижу, на северозападу Фландрије, близу Северног мора. Након старта на тргу Маркт, у центру града, иде се јужно дуж равница Западне Фландрија, са повременим деоницама поплочаног пута. Последњих година, рута иде равницом 55 km, до Кортрајка, одакле се иде источно, кроз фландријске Ардене, где предео постаје брдовит.
Први успон на трци обично је периферији Западне Фландрије, након 70–80 km трке. Након 100 km, пролази се први пут кроз Ауденарде, након чега трка остаје у Фландријским Арденима, у јужном делу Источне Фландрије, са брдима и неколико равних секција калдрмисаног пута. Брда нуде много прилика за нападе и обично су одлучујући фактор трке. Успони су познати јер су кратки, али веома стрми и већина су калдрмисани.
Већина успона је смештена у релативно малој раздаљини, што узрокује константну промену пута. Кваремонт је најдужи успон, дужине 2,2 km, није превише стрм, али се сматра као један од највише напорних успона у Фландрији, због дужине и калдрмисаног пута. Најстрмији од свих је Кепенберг, 600 m дужине, са максимумом од 22% нагиба, по слабо поплочаном и уском путу.
Од 2012. године трка се завршава у Ауденардеу. Последња два успона, Ауде Кваремонт и Патерберг смештени су двапут у последњем кругу. Током последњег круга, Кваремонт је смештен на 16 km до циља, док је Патерберг на 13 km до циља, након чега је равно до циља.
| Бр. | Име                    | Дужина (km) | Просјечни нагиб (%) | Максимални нагиб (%) | Дужина од (km) | Дужина од (km) |
| Бр. | Име                    | Дужина (km) | Просјечни нагиб (%) | Максимални нагиб (%) | Почетак (km)   | До циља (km)   |
| --- | ---------------------- | ----------- | ------------------- | -------------------- | -------------- | -------------- |
| 1.  | Ауде Кваремонт         | 2,2         | 4                   | 11,6                 | 126,8          | 142,1          |
| 2.  | Елкенберг              | 1,2         | 5,2                 | 10                   | 140,8          | 128,1          |
| 3.  | Волвенберг             | 0,645       | 7,9                 | 17,3                 | 147,9          | 121            |
| 4.  | Моленберг              | 0,463       | 7                   | 14,2                 | 157,9          | 111            |
| 5.  | Берендерс              | 0,940       | 7                   | 12,3                 | 172,3          | 96,6           |
| 6.  | Валкенберг             | 0,540       | 8,1                 | 12,8                 | 174,9          | 94             |
| 7.  | Берг тен Хуте          | 1,1         | 6                   | 21                   | 195,2          | 73,7           |
| 8.  | Ниуве Кројсберг/Хотонд | 2,7         | 4                   | 8,5                  | 204,7          | 64,2           |
| 9.  | Ауде Кваремонт         | 2,2         | 4                   | 11,6                 | 210,1          | 58,8           |
| 10. | Патерберг              | 0,360       | 12,9                | 20,3                 | 214,6          | 54,3           |
| 11. | Копенберг              | 0,6         | 11,6                | 22                   | 220,1          | 48,8           |
| 12. | Стенбекдрис            | 1,1         | 3,1                 | 7,6                  | 228,3          | 40,6           |
| 13. | Тајенберг              | 0,530       | 6,6                 | 15,8                 | 232,1          | 36,8           |
| 14. | Ауде Кројсберг/Хотонд  | 2,7         | 4,1                 | 9,4                  | 242,4          | 26,5           |
| 15. | Ауде Кваремонт         | 2,2         | 4                   | 11,6                 | 252,2          | 16,7           |
| 16. | Патерберг              | 0,360       | 12,9                | 20,3                 | 255,6          | 13,3           |

### Промене курса
Као и многи бициклистички класици, рута се мењала и развијала током година, али је увек одржавана у провинцији Западне и Источне Фландрије. У првих 30 година, трка је одржавана од Гента до Гента, с тим што је циљ у Генту мењан сваких неколико година.
Прво издање трке одржано је источно, старт је био у Син Никласу, након чега се ишло у смеру казаљке на сату, кроз Алст, Ауденарде, Кортрајк, Верне, целим путем до обале мора у Остендеу и Руселареу и назад до Гента. Трка је посетила све велике градове Западне Фландрије. Рута 1914. била је слична, али без пута до обале.
Године 1919. правац трке је промењен на супротну страну од кретања казаљке на сату, док је 1920. трка опет посетила обалу, пролазећи кроз Бриж, поред Северног мора од Бланкенбергеа до Остендеа. Рута није мењана до 1938, када је директор трке, Карел ван Вајнендале инсистирао да се током курса укључе обале, због сентименталног виђења Фландрије.. Пут поред мора је отежан јаким ветром који онемогућује нападе и раздваја главну групу. Ветар са мора, узрокује стварање дијагоналне линије возача, што је типично за Ронде и друге трке у Фландрији.
Пролаз трке поред обале је уклоњен када је Други светски рат почео, јер је приступ мору био ограничен. Рута трке у ратним годинама јр био круг по унутрашњости Фландрије, док је 1946. враћена предратна рута. Године 1952. вожња поред обале је напуштена на девет година, враћена је 1961, само да би била уклоњена опет 1964.
Од 1973. нови циљ је у Мербекеу, први пут ван Гента. Трка није била више кружна и нови циљ је био близу зоне брда, пружајући могућности да се укључе нови успони у завршници. Мур ван Герардсберген, са нагибом до 20%, на 16 km до циља је обично место где возачи упућују одлучујуће нападе. Од 1973. до 2011. Мур је вожен заједно са Босбергом, који је завршни успон, на 11 km до циља.
Године 1998. старт је померен у Бриж, омогућавајући поново пролазак поред мора, али сачувајући традиционални завршетак над Муром и Босбергом.
Године 2012. промењен је циљ, који је премештен у Ауденарде, 30 km западно од Герардсбергена, искључујући из трке и Мур и Босберг. Завршни успони од тад су Кваремонт и Патерберг.

### Стартне локације
Ронде је стартовао у четири различита града – Генту, Син Никласу, Брижу и Антверпену. Старт прве трке 1913 био је на тргу Маркт, у центру Гента, највећег града Источне и Западне Фландрије. У исто време одржавања трке, Гент је угостио и светску изложбу. Касније, старт трке је померен кор хотела Алберт, близу железничке станице Сент Питерс, где се возачи потписују за старт. До 1950. недељна миса је одржавана за возаче пре старта, док је трка одржавана мало пре Свете седмице или Ускрса.

На тргу у Син Никласу, на корак од предивне градске скупштине, старт Рондеа је увек привилегован тренутак. Возачи се окупљају да потпишу своје папире за трку пре него што оду да се упознају са својим навијачима, дају аутограме, позирају за сувенирске слике са младим обожаваоцима. У том погледу, време и обичаји су се променили од 1998. Сада су ту ограде за спрече публику да се меша са возачима. У новој конфигурацији, очигледно је изгубљено све што је старт Ронде ван Фландерена чинило привлачним.

Новинар Фер Схрудерс критикује премештање у Бриж 1998. 
Године 1977. Син Никлас је заменио Гент као локацију старта Рондеа, углавном јер има више простора да се трка прилагоди растућем броју публике. Трка је стартовала испред градске скупштине. Године 1988. трка је порасла у дводневни догађај, а спектакл је преношен на телевизији Фландрија.
Старт је 1998. премештен у Бриж, град УНЕСКОове светске баштине, познат по својој славној историји и средњовековној архитектури. 
 Прелазак из Син Никласа у Бриж донео је бројне критике. До тада, била је традиција да се навијачи сретну са возачима пре старта. Многи фанови и традиционалисти били су узбуђени због новог стартног места, величајући историју Брижа и његову близину мору, што је поново омогућило да трка прилази поред обале.
Од 2017. старт трке је у Антверпену, највећем граду у Фландрији. Ова промена је значила да ће Ронде први пут проћи кроз провинцију Антверпен, као и први, историјски старт трке ван грофовије Фландрије. Промена је сматрана револуционарном и изазвала је велике поделе између бициклистичких фанова у Фландрији.

### Локације циља
Циљ трке 1913 био је на велодрому Мариакерке, у Генту, али је 1914 померен у Евергем, где је, по изјави Ван Вајнендалеа било 20 гледалаца више него прве године. 
Ветерен је угостио циљ трке у периоду од 1928 до 1961, уз прекиде током Другог светског рата, када је циљ померен у Гент. Фјоренцо Мањи је своја три Рондеа освојио у центру Ветерена. У периоду од 1962 до 1972, циљ трке био је Гентбругеу, на периферији Гента.
У периоду од 1973 до 2011, циљ је био у Мербекеу, делу града Нинове, око 20 km западно од Брисела. 39 година циљ је био на Халсестенвегу, последњих 400 m ишло се узбрдо.
У септембру 2011, објављено је да ће Ауденарде угостити циљ трке, тако прекинувши 39 година дугу традицију финиша трке у Мербекеу. Многи навијачи су били узнемирени променом циља и организатори су се суочили са новим отпором.
Старт и циљ:

## Карактеристике трке

### Природа трке
Ронде ван Фландерен је познат по томе што је то стратегијска трка, на којој фаворити имају доста шанси да планирају свој одлучујући напад. Тактички део трке почиње у брдовитијем региону фландријских Ардена, где тимови и возачи морају да реагују на непредвидљиви развој и на нападе "фаворита из сенке".
Природа нагиба на тим успонима фаворизује агресивне возаче, који возе нападачки. Главна група у великој брзини иде према успонима, док се тимови труде да добро позиционирају свог лидера на челу групе. Успони су обично праћени широким улицама, које служе за опоравак пре следећег успона.
Иако је већина успона у градским локацијама или поред села, успони и улице које воде до њих су обично уске, што узрокује да се главна група развуче у велику линију, а понекад се раздвоји у више мањих група. Најбољи возачи су принуђени да се константно боре за позицију на врху групе. Трка је реновирана, али и озлоглашена због нервозне руте, јер фаворити који падну или доживе дефект на бициклу почетком трке, обично не успеју да се врате до групе.
Као последица, елемент среће је вероватно разлог што ниједан возач није Ронде освојио више од три пута, за разлику од других класика.
Откад је трка реконструисана 2012, успони Кваремонт, Патерберг и Кепенберг су места на којима се одвија акција. Кваремонт је дуг 2.200 km, са калдрмом, највећи нагиб је 12%, место на којем јаки возачи праве одлучујући напад, што је демонстрирао Фабијан Канчелара 2013 када је напао са Петером Саганом на блажој секцији Кваремонта и дистанцирао Сагана на Патербергу, који је завршни успон трке. Патерберг је дуг само 400 m, али са деоницама од 20% нагиба и долази након 245 km тркања, те је генерално тест издржљивости и снаге.
Култура трке и примарни такмичарски карактер су фактори препознавања Рондеа. Двоструки победник Петер ван Петегем изјавио је: 
Стварно није битно где иде. Имате калдрмисане секције, успоне и уске улице и то обезбеђује карактеристике трке.

## Рекорди трке
- Најбржа трка око Фландрије била је 2001. Победио је Италијан Ђанлука Бортолами: 43.580 km/h.[75]
- Шесторица деле рекорд са по три победе: Белгијанци Ахил Бојсе, Ерик Леман, Јохан Мусеув и Том Бонен, Италијан Фјоренцо Мањи и Швајцарац Фабијан Канчелара.
- Шест такмичара су били два пута узастопни победници.
- Најстарији победник трке био је Белгијанац Андреј Чмил 2000, победивши на овој трци кад је имао 37 година.
- Амариканац Џорџ Хинкапи је завршио Ронде 17 пута, по чему је рекордер.[118] Хинкапи је срушио рекорд Брика Схотеа, који је Ронде завршио 16 пута.[118]

## Списак победника
Победници:
- 2025.  Тадеј Погачар
- 2024.  Метју ван дер Пул
- 2023.  Тадеј Погачар
- 2022.  Метју ван дер Пул
- 2021.  Каспер Асгрен
- 2020.  Метју ван дер Пул
- 2019.  Алберто Бетиол
- 2018.  Ники Терпстра
- 2017.  Филип Жилбер
- 2016.  Петер Саган
- 2015.  Александер Кристоф
- 2014.  Фабијан Канчелара
- 2013.  Фабијан Канчелара
- 2012.  Том Бонен
- 2011.  Ник Нојенс
- 2010.  Фабијан Канчелара
- 2009.  Стајн Деволдер
- 2008.  Стајн Деволдер
- 2007.  Алесандро Балан
- 2006.  Том Бонен
- 2005.  Том Бонен
- 2004.  Стефен Веземан
- 2003.  Петер ван Петегем
- 2002.  Андреа Тафи
- 2001.  Ђанлука Бортолами
- 2000.  Андреј Чмил
- 1999.  Петер ван Петегем
- 1998.  Јохан Мусеув
- 1997.  Ролф Серенсен
- 1996.  Микеле Бартоли
- 1995.  Јохан Мусеув
- 1994.  Ђани Буњо
- 1993.  Јохан Мусеув
- 1992.  Жак Диран
- 1991.  Едвиг ван Хојдонк
- 1990.  Морено Арђентин
- 1989.  Едвиг ван Хојдонк
- 1988.  Еди Планкарт
- 1987.  Клод Крикјелион
- 1986.  Адри ван дер Пул
- 1985.  Ерик Вандерардер
- 1984.  Јохан Ламертс
- 1983.  Јан Рас
- 1982.  Рене Мартенс
- 1981.  Хени Којпер
- 1980.  Михел Полентир
- 1979.  Јан Рас
- 1978.  Валтер Годефрот
- 1977.  Рогер де Фламинк
- 1976.  Валтер Планкарт
- 1975.  Еди Меркс
- 1974.  Сес Бал
- 1973.  Ерик Леман
- 1972.  Ерик Леман
- 1971.  Еверт Долман
- 1970.  Ерик Леман
- 1969.  Еди Меркс
- 1968.  Валтер Годефрот
- 1967.  Дино Цандегу
- 1966.  Едвард Селс
- 1965.  Јо де Ро
- 1964.  Руди Алтиг
- 1963.  Нул Форе
- 1961.  Том Симпсон
- 1960.  Артур де Каботер
- 1959.  Рик ван Лој
- 1958.  Гермајн Дерајке
- 1957.  Алфред де Бројне
- 1956.  Жан Форестје
- 1955.  Луизон Бобе
- 1954.  Ремон Импанис
- 1953.  Вим ван Ест
- 1952.  Рогер Декок
- 1951.  Фјоренцо Мањи
- 1950.  Фјоренцо Мањи
- 1949.  Фјоренцо Мањи
- 1948.  Брик Схоте
- 1947.  Емил Фајгнарт
- 1946.  Рик Ван Стенберген
- 1945.  Силван Грисол
- 1944.  Рик Ван Стенберген
- 1943.  Ахил Бојсе
- 1942.  Брик Схоте
- 1941.  Ахил Бојсе
- 1940.  Ахил Бојсе
- 1939.  Карел Карс
- 1938.  Едгард де Каливе
- 1937.  Михел д'Хоге
- 1936.  Луис Хардикест
- 1935.  Луис Дерло
- 1934.  Гастон Ребри
- 1933.  Алфонс Схеперс
- 1932.  Ромајн Гајселс
- 1931.  Ромајн Гајселс
- 1930.  Франс Бондел
- 1929.  Јосеф Дервас
- 1928.  Јан Мартенс
- 1927.  Герард Дебатс
- 1926.  Денис Версхерен
- 1925.  Јулин Делбеке
- 1924.  Герард Дебатс
- 1923.  Хајри Сутер
- 1922.  Леон Девос
- 1921.  Рене Вермандел
- 1920.  Жил ван Евел
- 1919.  Хенри ван Лерберге
- 1915—1918. Први светски рат
- 1914.  Марсел Бојсе
- 1913.  Пол Деман

### Вишеструки победници
| Позиција | Возач              | Број победа | Године           |
| -------- | ------------------ | ----------- | ---------------- |
| 1.       | Ахил Бојсе         | 3           | 1940, 1941, 1943 |
| 1.       | Фјоренцо Мањи      | 3           | 1949, 1950, 1951 |
| 1.       | Ерик Леман         | 3           | 1970, 1972, 1973 |
| 1.       | Јохан Мусеув       | 3           | 1993, 1995, 1998 |
| 1.       | Том Бонен          | 3           | 2005, 2006, 2012 |
| 1.       | Фабијан Канчелара  | 3           | 2010, 2013, 2014 |
| 1.       | Метју ван дер Пул  | 3           | 2020, 2022, 2024 |
| 7.       | Герард Дебатс      | 2           | 1924, 1927       |
| 7.       | Ромајн Гајселс     | 2           | 1931, 1932       |
| 7.       | Брик Схоте         | 2           | 1942, 1948       |
| 7.       | Рик ван Стенберген | 2           | 1944, 1946       |
| 7.       | Рик ван Лој        | 2           | 1959, 1962       |
| 7.       | Валтер Годефрот    | 2           | 1968, 1978       |
| 7.       | Еди Меркс          | 2           | 1969, 1975       |
| 7.       | Јан Рас            | 2           | 1979, 1983       |
| 7.       | Едвиг ван Хојдонк  | 2           | 1989, 1991       |
| 7.       | Петер ван Петегем  | 2           | 1999, 2003       |
| 7.       | Стајн Деволдер     | 2           | 2008, 2009       |
| 7.       | Тадеј Погачар      | 2           | 2023, 2025       |

### Победе по државама
| Позиција | Држава               | Број победа |
| -------- | -------------------- | ----------- |
| 1.       | Белгија              | 69          |
| 2.       | Холандија            | 13          |
| 3        | Италија              | 11          |
| 4.       | Швајцарска           | 4           |
| 5.       | Француска            | 3           |
| 6.       | Немачка              | 2           |
| 6.       | Данска               | 2           |
| 6.       | Словенија            | 2           |
| 8.       | Норвешка             | 1           |
| 8.       | Словачка             | 1           |
| 8.       | Уједињено Краљевство | 1           |